# Plataforma A tracción trasera (General Motors)
La plataforma A de General Motors  (comúnmente llamado A-body) fue una designación de plataforma de automóvil para coches de tamaño medio  con tracción trasera utilizada desde 1936 hasta 1958, y nuevamente desde 1964 hasta 1981. En 1982, GM introdujo una nueva plataforma «A»  con tracción delantera, y los productos de tracción trasera intermedias existentes fueron reclasificados como plataforma «G».

## 1936-1958
La plataforma A de General Motors con tracción trasera fue utilizada para los siguientes modelos entre 1936-1958:
- 1936-1939 Oldsmobile Series F
- 1940-1948 Oldsmobile Series 60
- Todos los 1936-1939 Chevrolet
- Todos los 1936-1939 Pontiac
- 1940 Pontiac Deluxe
- 1941 Pontiac Deluxe Torpedo
- 1942-1948 Pontiac Torpedo
- 1949-1958 Chevrolet 150
- 1949-1958 Chevrolet 210
- 1949-1958 Chevrolet Bel Air
- 1949-1958 Chevrolet Del Ray
- 1949-1958 Chevrolet Biscayne
- 1949-1958 Chevrolet Impala
- 1949-1958 Pontiac Chieftain
- 1949-1958 Pontiac Star Chief
- 1949-1958 Pontiac Super Chief
- 1949-1958 Pontiac Bonneville

## 1964-1981
La plataforma A fue reintroducida como una plataforma de «tamaño intermedio» en el año 1964 para los todos los nuevos coches de tamaño medio de las cuatro divisiones de General Motors.

### 1964-1967
Los modelos de esta generación son:
- Beaumont (1966–1969)
- Buick Special
- Buick Skylark
- Buick Sportwagon
- Chevrolet Chevelle
- Chevrolet Chevelle Malibu
- Chevelle SS
- Chevrolet El Camino
- Oldsmobile F-85
- Oldsmobile F-85 Cutlass
- Oldsmobile Vista Cruiser
- Oldsmobile 442
- Pontiac Tempest
- Pontiac Tempest LeMans
- Pontiac GTO

### 1968-1972
Los modelos de esta generación son:
- Buick Special (1968-1970)
- Buick Skylark
- Buick Sportwagon (1968-1969)
- Chevrolet Chevelle
- Chevrolet Chevelle Malibu
- Chevelle SS 396
- Chevrolet El Camino
- Chevrolet Monte Carlo (1970-1972)
- Oldsmobile F-85
- Oldsmobile F-85 Cutlass
- Oldsmobile Vista Cruiser
- Oldsmobile 442
- Pontiac Tempest
- Pontiac Tempest LeMans
- Pontiac GTO
- Pontiac Grand Prix (1969-1972)

### 1973-1977
Los modelos de esta generación son:
- Chevrolet Chevelle
- Chevrolet Chevelle Malibu
- Chevrolet El Camino
- Chevrolet Monte Carlo
- Oldsmobile Cutlass
- Oldsmobile Vista Cruiser
- Pontiac  LeMans
- Pontiac Grand Prix

### 1978-1981
Los modelos de esta generación son:
- Buick Century
- Buick Regal (1978–1980)
- Chevrolet Malibu
- Chevrolet El Camino (1978–1987)
- Chevrolet Monte Carlo (1978–1980)
- GMC Caballero (1978–1987)
- Oldsmobile Cutlass Supreme (1978–1980)
- Oldsmobile Cutlass Calais (1978–1980)
- Oldsmobile Cutlass Cruiser (1978–1983)
- Oldsmobile Cutlass Salon (1978–1980)
- Pontiac LeMans
- Pontiac Grand Prix (1978–1980)